# Glyptothorax kurdistanicus
Glyptothorax kurdistanicus är en fiskart som först beskrevs av Berg, 1931.  Glyptothorax kurdistanicus ingår i släktet Glyptothorax och familjen Sisoridae. Inga underarter finns listade i Catalogue of Life.